# Sejong Sportstoto WFC
El Sejong Sportstoto Women's Football Club (en coreano: 세종 스포츠토토 여자 축구단) es un club de fútbol femenino de la ciudad de Sejong, Corea del Sur. Fue fundado el 16 de marzo de 2011 y compite en la WK League, máxima categoría del país.

## Historia
Fue fundado el 16 de marzo de 2011 como Chungbuk Sportsoto, y cambió de nombre en la temporada 2014 cuando se mudaron a Daejeon. El 26 de enero de 2016, nuevamente el club de mudó a Gumi, Gyeongsang del Norte.
El 20 de diciembre de 2019 el equipo femenino se estableció en Sejong.

## Trayectoria
| Temporada | Temporada regular de la WK League | Temporada regular de la WK League | Temporada regular de la WK League | Temporada regular de la WK League | Temporada regular de la WK League | Temporada regular de la WK League | Temporada regular de la WK League | Temporada regular de la WK League | Playoffs     |
| Temporada | P                                 | V                                 | L                                 | E                                 | GF                                | GC                                | Pts                               | Pos                               | Playoffs     |
| --------- | --------------------------------- | --------------------------------- | --------------------------------- | --------------------------------- | --------------------------------- | --------------------------------- | --------------------------------- | --------------------------------- | ------------ |
| 2011      | 21                                | 1                                 | 3                                 | 17                                | 13                                | 49                                | 6                                 | 8.°                               | No clasificó |
| 2012      | 21                                | 7                                 | 5                                 | 9                                 | 31                                | 43                                | 26                                | 4.°                               | No clasificó |
| 2013      | 24                                | 7                                 | 8                                 | 9                                 | 27                                | 34                                | 29                                | 5.°                               | No clasificó |
| 2014      | 24                                | 8                                 | 8                                 | 8                                 | 32                                | 31                                | 32                                | 4.°                               | No clasificó |
| 2015      | 24                                | 8                                 | 6                                 | 10                                | 30                                | 26                                | 30                                | 5.°                               | No clasificó |
| 2016      | 24                                | 10                                | 6                                 | 8                                 | 31                                | 27                                | 36                                | 3.°                               | Semifinales  |
| 2017      | 28                                | 8                                 | 7                                 | 13                                | 34                                | 43                                | 31                                | 6.°                               | No clasificó |
| 2018      | 28                                | 15                                | 3                                 | 10                                | 49                                | 38                                | 48                                | 4.°                               | No clasificó |
| 2019      | 28                                | 9                                 | 9                                 | 10                                | 37                                | 40                                | 36                                | 5.°                               | No clasificó |